# Rýchlostná cesta R1
La Rýchlostná cesta R1 è una superstrada slovacca che attraversa le regioni centro-occidentali del paese.

## Descrizione
Attualmente è stato ultimato il tratto tra Trnava e la circonvallazione di Banská Bystrica. Dal 2008 è stato pianificato il tratto finale Banská Bystrica-Ružomberok-autostrada D1. I tratti Nitra-Hronský Beňadik e la circonvallazione di Banská Bystrica, sono state costruite e sono gestite in base a un progetto di partenariato pubblico-privato, a differenza del resto della rete autostradale e delle superstrade slovacche.